# Lijst van kerken in Utrecht (stad)
Een overzicht van de kerkgebouwen in Utrecht.
| Kerk                                                      | Adres                                | (Sub)wijk/buurt            | Kerkgenootschap                                               | Huidige staat                                       | Foto | Bouwjaar                                 | Onttrokken aan de eredienst | Gesloopt                               |
| --------------------------------------------------------- | ------------------------------------ | -------------------------- | ------------------------------------------------------------- | --------------------------------------------------- | ---- | ---------------------------------------- | --------------------------- | -------------------------------------- |
| Allerheiligste Drievuldigheidskerk                        | Waalstraat 121-123                   | Rivierenwijk               | Rooms-katholiek                                               | Dogmatische Unie                                    |      |                                          |                             |                                        |
| Adventkerk                                                | Hamburgerstraat 23                   | Binnenstad                 | Zevendedagsadventisten                                        | Bedrijfspand                                        |      |                                          |                             |                                        |
| Sint-Aloysiuskerk                                         | Adriaen van Ostadelaan               | Oudwijk                    | Byzantijn-katholiek                                           | Parochiekerk Sint Martinus                          |      | 1924                                     |                             |                                        |
| Sint-Antoniuskerk                                         | Kanaalstraat                         | Lombok                     | Rooms-katholiek                                               | Parochiekerk Sint Ludgerus                          |      | 1903                                     |                             |                                        |
| Sint-Augustinuskerk                                       | Oudegracht                           | Binnenstad                 | Rooms-katholiek                                               | Parochiekerk Sint Salvator                          |      | 1840                                     |                             |                                        |
| Sint-Barbarakapel                                         | Prinsesselaan 2                      | Wilhelminapark en omgeving | Rooms-katholiek                                               |                                                     |      |                                          |                             |                                        |
| Begijnekerk                                               | Breedstraat                          | Binnenstad                 | Gereformeerd                                                  | Gesloopt                                            |      | 1850                                     | 1937                        | 1939                                   |
| Sint-Bernarduskerk                                        | Camminghaplantsoen                   | Hoograven                  | Rooms-katholiek                                               | Gesloopt                                            |      | 1962                                     | 1989                        | 1992                                   |
| Bethelkerk                                                | Burgemeester Norbruislaan            | Zuilen                     | Protestantse Kerk in Nederland                                | Wijkgemeente                                        |      | 1955                                     |                             |                                        |
| Blijde Boodschapkerk                                      | Marokkodreef                         | Overvecht                  | Chinese christenen Tot 2003 Rooms-katholiek                   |                                                     |      | 1971                                     |                             |                                        |
| Buurkerk                                                  | Steenweg                             | Binnenstad                 | Nederlands Hervormde Kerk Rooms-katholiek tot 1580            | Museum Speelklok                                    |      |                                          | 1975                        |                                        |
| Sint-Catharinakathedraal                                  | Lange Nieuwstraat                    | Binnenstad                 | Rooms-katholiek                                               | Parochiekerk Sint Salvator en kathedraal            |      | 1468                                     |                             |                                        |
| Christus Koningkerk                                       | Marshalllaan                         | Kanaleneiland              | Rooms-katholiek                                               | Gesloopt                                            |      | 1961                                     | 1988                        | 1988                                   |
| Domkerk                                                   | Domplein                             | Binnenstad                 | Protestantse Kerk in Nederland                                | Wijkgemeente                                        |      |                                          |                             |                                        |
| Sint-Dominicuskerk                                        | Palestrinastraat                     | Oog in Al                  | Rooms-katholiek                                               | Parochiekerk Sint Ludgerus                          |      | 1951                                     |                             |                                        |
| Sint-Dominicuskerk (Walsteegkerk)                         | Mariaplaats                          | Binnenstad                 | Rooms-katholiek                                               | Gesloopt                                            |      | 1853                                     | 1940                        | 1940                                   |
| Doopsgezinde kerk                                         | Oudegracht 270                       | Binnenstad                 | Doopsgezind                                                   |                                                     |      | 1773                                     |                             |                                        |
| Eben Haëzerkerk (Utrecht)                                 | Adriaan van Bergenstraat 18          | Zuilen                     | Christelijk Gereformeerd en Gereformeerd vrijgemaakt          | Sportschool                                         |      | 1960                                     | 1979                        |                                        |
| Emmauskerk                                                | Winterboeidreef                      | Overvecht                  | Rooms-katholiek                                               | Omar al Faroukmoskee                                |      | 1967                                     | 1983                        |                                        |
| Geertekerk                                                | Geertekerkhof                        | Binnenstad                 | Remonstrants                                                  |                                                     |      |                                          |                             |                                        |
| Gerardus Majellakerk                                      | Vleutenseweg                         | Nieuw Engeland             | Rooms-katholiek                                               | Parochiekerk                                        |      | 1935                                     |                             |                                        |
| Sint-Gertrudiskathedraal                                  | Willemsplantsoen                     | Binnenstad                 | Oud-Katholiek                                                 | Parochiekerk en kathedraal                          |      | 1914                                     |                             |                                        |
| Sint-Gertrudiskerk                                        | Amaliadwarsstraat                    | Rivierenwijk               | Rooms-katholiek                                               | Parochiekerk Sint Martinus                          |      | 1924                                     |                             |                                        |
| Heilig Hartkerk                                           | Oudwijk                              | Oudwijk                    | Rooms-katholiek                                               | Woningen                                            |      | 1928                                     | 1999                        |                                        |
| Heilig-Kruiskapel                                         | Domplein                             | Binnenstad                 | Rooms-katholiek                                               | Gesloopt                                            |      | 10e eeuw of eerder                       |                             | 1829                                   |
| Hiëronymuskapel                                           | Kromme Nieuwegracht                  | Binnenstad                 | Rooms-katholiek tot 1580                                      | Gesloopt                                            |      |                                          |                             |                                        |
| Holy Trinity Church                                       | van Limburg Stirumplein              | Oudwijk                    | Anglicaans                                                    | Parochiekerk                                        |      | 1913                                     |                             |                                        |
| Immanuelkerk                                              | 't Goylaan                           | Hoograven                  | Gereformeerd                                                  | Maasbach Wereldzending                              |      | 1959                                     |                             |                                        |
| Sint-Isidoruskerk                                         | Egginklaan                           | Kanaleneiland              | Rooms-katholiek                                               | Uitvaartcentrum Barbara                             |      | 1964                                     | 1985                        |                                        |
| Jacobikerk                                                | St Jacobsstraat                      | Binnenstad                 | Protestantse Kerk in Nederland Gereformeerde Bond             | Wijkgemeente                                        |      |                                          |                             |                                        |
| Jacobuskerk                                               | Bemuurde Weerd O.Z. 56               | Lauwerecht                 | Oudkatholiek                                                  | Woningen                                            |      | 1870                                     | 1989                        |                                        |
| Best Life Church                                          | Prins Bernhardplein                  | Zuilen                     | Evangelisch                                                   | Wijkgemeente Evangelische kerk                      |      | 1957                                     |                             |                                        |
| Janskerk                                                  | Janskerkhof                          | Binnenstad                 | Protestantse Kerk in Nederland Oecumenische gemeente          | Wijkgemeente                                        |      |                                          |                             |                                        |
| Jeruzalemkerk                                             | Troosterlaan                         | Tuindorp Oost              | Nederlands Gereformeerd                                       | Wijkgemeente                                        |      | 1966                                     |                             |                                        |
| Johannes de Doperkerk                                     | Plettenburgplantsoen                 | Hoograven                  | Rooms-katholiek                                               | Gesloopt                                            |      | 1952                                     | 1992                        | 1992                                   |
| H. Johannes de Doper en H. Bernarduskerk                  | Oranje Nassaulaan 2                  | Hoograven                  | Rooms-katholiek                                               | Parochiekerk Sint Martinus                          |      | 1992                                     |                             |                                        |
| Johanneskerk                                              | Moezeldreef 400                      | Overvecht                  | Protestantse Kerk in Nederland                                | Wijkgemeente                                        |      | 1966                                     |                             |                                        |
| Sint-Josephkerk                                           | Draaiweg                             | Staatsliedenbuurt          | Rooms-katholiek                                               | Parochiekerk Sint Ludgerus                          |      | 1901                                     | 2016                        |                                        |
| Julianakerk                                               | Rijnlaan                             | Rivierenwijk               | Nederlands Hervormd                                           | Gesloopt                                            |      | 1931                                     | 1983                        | 1983                                   |
| Katholiek Apostolische Kerk (Utrecht)                     | Oudwijkerlaan 8                      | Oudwijk                    | Katholiek Apostolische Kerk                                   |                                                     |      | 1890                                     |                             |                                        |
| Kerk van Jezus Christus van de Heiligen der Laatste Dagen | Prinses Irenelaan                    | Zuilen                     | Mormoons                                                      |                                                     |      | 1967                                     |                             |                                        |
| Kerk of kapel behorende bij kasteel De Haar               |                                      | Haarzuilens                | Rooms-katholiek                                               |                                                     |      | 1892                                     |                             |                                        |
| Leeuwenbergkerk                                           | Servaasbolwerk                       | Binnenstad                 | Nederlandse Hervormde Kerk van 1930 tot 2004.                 | Verhuurd aan Muziekcentrum Vredenburg               |      | 1567                                     | 2004                        |                                        |
| Lucaskerk                                                 | Bernadottelaan                       | Kanaleneiland              | Nederlands Hervormde Kerk                                     | Gesloopt                                            |      | 1961                                     | 1985                        | 1985                                   |
| Lutherkapel                                               | Réaumurlaan                          | Zuilen                     | Luthers                                                       | Gesloopt                                            |      | 1957                                     |                             |                                        |
| Lutherse kerk                                             | Hamburgerstraat                      | Binnenstad                 | Protestantse Kerk in Nederland Luthers                        | Wijkgemeente                                        |      | 1745                                     |                             |                                        |
| Sint-Ludgeruskerk                                         | Amsterdamsestraatweg                 | Zuilen                     | Rooms-katholiek                                               | Gesloopt                                            |      | 1924                                     |                             | 1977                                   |
| Marcuskerk                                                | Wijnesteinlaan                       | Hoograven                  | Protestantse Kerk in Nederland                                | Wijkgemeente                                        |      | 1956                                     |                             |                                        |
| Marekerk                                                  |                                      | Vleuten-De Meern           | Protestantse Kerk in Nederland                                | Wijkgemeente                                        |      | 1913                                     |                             |                                        |
| Mariakerk                                                 | Mariaplaats                          | Binnenstad                 | Rooms-katholiek tot 1580. Daarna in gebruik als Engelse Kerk. | Gesloopt, Kloostertuin                              |      | 1085                                     |                             | 1816                                   |
| Maria Minor                                               | Achter Clarenburg                    | Binnenstad                 | Oudkatholiek                                                  | Café-restaurant                                     |      | 1863                                     | 1989                        |                                        |
| Mari Guirguis en Sint Demiana                             | Adriaan van Bergenstraat             | Zuilen                     | Koptisch-orthodox                                             | Parochiekerk                                        |      | 1934                                     |                             |                                        |
| Sint-Martinuskerk                                         | Oudegracht                           | Binnenstad                 | Rooms-katholiek                                               | Woningen                                            |      | 1901                                     | 1974                        |                                        |
| Mattheüskerk                                              | Hendrika van Tussenbroekplantsoen 1A | Oog in Al                  | Christelijk Gereformeerd                                      | Wijkgemeente                                        |      | 1952                                     |                             |                                        |
| Sint-Monicakerk                                           | Hoek Herenweg – Oudenoord            | Pijlsweerd                 | Rooms-katholiek                                               | Gesloopt                                            |      | 1886                                     | 1970                        | 1977                                   |
| Sint-Nicolaaskerk                                         | Boerhaaveplein                       | Ondiep                     | Rooms-katholiek                                               | Gesloopt                                            |      | 1930                                     | 1987                        | 1987                                   |
| HH. Nicolaas en Monica Kerk                               | Boerhaaveplein                       | Ondiep                     | Rooms-katholiek                                               | Parochiekerk Sint Ludgerus                          |      | 1988                                     |                             |                                        |
| Nicolaïkerk                                               | Nicolaaskerkhof                      | Binnenstad                 | Protestantse Kerk in Nederland                                | Wijkgemeente                                        |      |                                          |                             |                                        |
| Nieuw-apostolische kerk (Zuilen)                          | Werner Helmichstraat                 | Zuilen                     | Nieuw-apostolische kerk                                       |                                                     |      | 1926                                     |                             |                                        |
| Nieuw-apostolische kerk (Utrecht)                         | Berkelstraat                         | Rivierenwijk               | Nieuw-apostolische kerk                                       | Woningen voor studenten.                            |      | 1967                                     | 2005                        |                                        |
| Nieuwe Kerk                                               | Bollenhofsestraat                    | Wittevrouwen               | Protestantse Kerk in Nederland                                | Wijkgemeente                                        |      | 1910                                     |                             |                                        |
| Noorderkerk (Utrecht)                                     | Royaards van den Hamkade 20          | Ondiep                     | Gereformeerd                                                  | Moskee Ahmet Al Aksa                                |      | 1922                                     | 1978                        |                                        |
| O.L.V.-van-Goede-Raadkerk                                 | Bosboom Toussaintstraat              | Nieuw-Engeland             | Rooms-katholiek                                               | Gesloopt                                            |      | 1918                                     | 1977                        | 1993                                   |
| O.L.V-ten-Hemelopnemingkerk                               | Biltstraat                           | Buiten Wittevrouwen        | Rooms-katholiek                                               | Gesloopt                                            |      | 1894                                     | 1972                        | 1972                                   |
| O.L.V-ten-Hemelopnemingkerk                               |                                      | Vleuten-De Meern           | Rooms-katholiek                                               | Parochiekerk Licht van Christus                     |      | 1940                                     |                             |                                        |
| Oosterkerk                                                | Maliebaan                            | Oudwijk                    | Gereformeerd                                                  | Gesloopt                                            |      | 1887                                     | 1983                        | 1984                                   |
| Opstandingskerk                                           | Prinses Margrietstraat               | Zuilen                     | Nederlandse Gereformeerde Kerk                                | Wijkgemeente                                        |      | 1958                                     |                             |                                        |
| Oranjekapel                                               | Amsterdamse straatweg 441A           | Zuilen                     | Protestantse Kerk in Nederland                                | Wijkgemeente                                        |      | 1985                                     |                             |                                        |
| Oranjekerk                                                | Amsterdamse straatweg                | Zuilen                     | Nederlands Hervormde Kerk                                     | Gesloopt                                            |      | 1925                                     | 1983                        | 1983                                   |
| Sint-Pauluskerk                                           | Linnaeuslaan                         | Tuindorp                   | Rooms-katholiek                                               | Gesloopt                                            |      | 1936                                     | 1993                        | 1993                                   |
| Willem de Zwijgerkerk (Paulusparochie)                    | Willem de Zwijgerplantsoen           | Tuindorp                   | Rooms-katholiek                                               | Parochiekerk Sint Martinus                          |      | 1934                                     |                             |                                        |
| Pieterskerk                                               | Pieterskerkhof                       | Binnenstad                 | Waalse kerk                                                   | Wijkgemeente                                        |      |                                          |                             |                                        |
| Pniëlkerk                                                 | Lessinglaan                          | Oog in Al                  | Chinese Christelijke Gemeente in Nederland                    | Wijkgemeente                                        |      | 1955                                     |                             |                                        |
| Sint-Rafaëlkerk                                           | Lichtenberchdreef                    | Overvecht                  | Rooms-katholiek                                               | Parochiekerk Sint Ludgerus                          |      | 1967                                     |                             |                                        |
| Rehobothkerk                                              | Briljantlaan                         | Tolsteeg                   | Nederlandse Gereformeerde Kerk                                | Wijkgemeente                                        |      | 1958                                     |                             |                                        |
| Remonstrantse kerk                                        | Kromme Nieuwegracht                  | Binnenstad                 | Remonstranten                                                 |                                                     |      | 1886                                     | 1956                        |                                        |
| Sint-Salvatorkerk                                         | Domplein                             | Binnenstad                 | Rooms-katholiek                                               | Gesloopt                                            |      | ca. 690                                  | 1580                        | 1580                                   |
| Sint-Salvatorkerk                                         | Pionstraat (vh. A. van Bergenstraat) | Zuilen                     | Rooms-katholiek                                               | Gesloopt                                            |      | 1962                                     | 1996                        | 1998                                   |
| Silokerk                                                  | Herenstraat                          | Binnenstad                 | Baptisme                                                      |                                                     |      |                                          |                             |                                        |
| Singelkerk                                                | Wittevrouwensingel                   | Wittevrouwen               | Christelijk Gereformeerd                                      | Wijkgemeente                                        |      | 1893                                     |                             |                                        |
| Stefanuskerk                                              | São Paulodreef                       | Overvecht                  | Protestantse Kerk in Nederland                                | Cultuurcentrum                                      |      | 1969                                     | 2005                        |                                        |
| Torenpleinkerk                                            |                                      | Vleuten-De Meern           | Protestantse Kerk in Nederland                                | Wijkgemeente                                        |      |                                          |                             |                                        |
| Tuindorpkerk                                              | Professor Suringarlaan               | Tuindorp                   | Protestantse Kerk in Nederland                                | Wijkgemeente                                        |      | 1936                                     |                             |                                        |
| Triumfatorkerk (Utrecht)                                  | Marco Pololaan                       | Kanaleneiland              | Protestantse Kerk in Nederland Zevendedagsadventisten         | Wijkgemeente                                        |      | 1965                                     |                             |                                        |
| Vaartkerk (Utrecht)                                       | Jutfaseweg 193                       | Rivierenwijk               | Nederlands Hervormde Kerk                                     | Hulpkerk                                            |      | 1908 (oorspronkelijk als school in 1858) | 1928 (?)                    | 1934 gesloopt voor aanleg Socrateslaan |
| Verkondiging aan de Moeder Godskerk                       | Springweg                            | Binnenstad                 | Grieks-orthodoxe Kerk                                         | Parochiekerk                                        |      | 1987                                     |                             |                                        |
| Vredeskerk                                                | Johannes Camphuysstraat              | Lombok                     | Nederlands Hervormde Kerk                                     | Gesloopt                                            |      | 1920                                     | 1986                        | 1986                                   |
| Wartburgkapel                                             | Kennedylaan                          | Oog in Al                  | Protestantse Kerk in Nederland Luthers                        |                                                     |      | 1941                                     |                             |                                        |
| Wederkomst des Herenkerk                                  | Marco Pololaan                       | Kanaleneiland              | Rooms-katholiek                                               | Parochiekerk Sint Martinus                          |      | 1965                                     |                             |                                        |
| Westerkerk                                                | Catharijnekade                       | Binnenstad                 | Gereformeerd, vanaf 1966 Gereformeerde Gemeente               |                                                     |      | 1891                                     | 2018                        |                                        |
| Wilhelminakerk                                            | Hobbemastraat                        | Schildersbuurt             | Protestantse Kerk in Nederland                                | Wijkgemeente                                        |      | 1931                                     |                             |                                        |
| Sint-Willibrordkerk                                       | Minrebroederstraat                   | Binnenstad                 | Rooms-katholiek                                               | in gebruik door de Priesterbroederschap Sint Pius X |      | 1877                                     |                             |                                        |
| Sint-Willibrorduskerk                                     | Pastoor Ohllaan                      | Vleuten-De Meern           | Rooms-katholiek                                               | Parochiekerk Licht van Christus                     |      | 1885                                     |                             |                                        |
| De Wijkplaats                                             | Johannes Camphuysstraat              | Lombok                     | Protestantse Kerk in Nederland                                | Wijkgemeente                                        |      | 1988                                     |                             |                                        |
| Zuiderkerk                                                | Krommerijn 1                         | Watervogelbuurt            | Gereformeerd                                                  | gesloopt                                            |      | 1925                                     | 1986                        | 1987                                   |
| Kerk                                                      | Adres                                | (Sub)wijk/buurt            | Kerkgenootschap                                               | Huidige staat                                       | Foto | Bouwjaar                                 | Onttrokken aan de eredienst | Gesloopt                               |

Historische kerkgebouwen:
Sint-Augustinuskerk · Buurkerk · Sint-Catharinakathedraal · Domkerk · Doopsgezinde kerk · Geertekerk · Jacobikerk · Jacobuskerk · Janskerk · Kerkenkruis · Lutherse Kerk · Mariakerk · Maria Minor · Nicolaïkerk · Pieterskerk · Sint-Gertrudiskathedraal · Sint-Martinuskerk · Sint-Salvatorkerk · Sint-Willibrordkerk · Westerkerk

Overige kerkgebouwen:
Adventkerk · Bethelkerk · Blijde Boodschapkerk · Gerardus Majellakerk · Heilig Hartkerk · Holy Trinity Church · H. Johannes de Doper en H. Bernarduskerk · Johanneskerk · Mattheüskerk · Nieuwe Kerk · Sint-Aloysiuskerk ·Sint-Antoniuskerk · Sint-Dominicuskerk · Sint-Gertrudiskerk · Sint-Jacobuskerk · Sint-Josephkerk · Sint-Rafaëlkerk · Stefanuskerk · Tuindorpkerk · Wederkomst des Herenkerk · Wilhelminakerk · Willem de Zwijgerkerk

Deels gesloopte kerken:
Oranjekerk

Gesloopte kerken:
Christus Koningkerk · Begijnekerk · Heilig Kruiskapel · Johannes de Doperkerk  · Julianakerk · Lucaskerk · Onze-Lieve-Vrouw-van-Goede-Raadkerk · 
Onze-Lieve-Vrouw-ten-Hemelopnemingkerk · Oosterkerk · Sint-Bernarduskerk · Sint-Dominicuskerk (Walsteegkerk) · Sint-Ludgeruskerk · Sint-Monicakerk · Sint-Nicolaaskerk · Sint-Pauluskerk · Sint-Salvatorkerk · Vaartkerk · Zuiderkerk

Voormalige kerken:
Emmaüskerk · Noorderkerk · Leeuwenbergkerk · Sint-Isidoruskerk

Lijst van kerken in Utrecht